# Быстре
Быстре (словац. Bystré) — село и одноимённая община в округе Вранов-над-Топлёу Прешовского края Словакии.

## История
Впервые упоминается в 1312 году.
В селе есть римо-католический костел, построенный в конце 14 века в стиле готики, в конце 15 века был расширен, в 1732 году реконструирован.

## Население
| Год:                | 1994 | 2004    | 2014    | 2024    |
| ------------------- | ---- | ------- | ------- | ------- |
| Количество человек: | 2599 | 2668    | 2698    | 2766    |
| Разница:            |      | +2,65 % | +1,12 % | +2,52 % |

Национальный состав населения (по данным последней переписи населения 2001 года):
- словаки — 94,49 %,
- цыгане — 4,75 %,
- чехи — 0,19 %,
- русины — 0,08 %,
- украинцы — 0,08 %,
- венгры — 0,08 %.

Состав населения по принадлежности к религии состоянию на 2001 год:
- римо-католики — 67,62 %,
- протестанты — 24,11 %,
- греко-католики — 5,58 %,
- православные — 0,11 %,
- не считают себя верующими или не принадлежат к одной вышеупомянутой конфессии — 1,17 %.